# Liste der denkmalgeschützten Objekte in Haidershofen
Die Liste der denkmalgeschützten Objekte in Haidershofen enthält die 8 denkmalgeschützten, unbeweglichen Objekte der Gemeinde Haidershofen im niederösterreichischen Bezirk Amstetten.

## Denkmäler
| Foto |                 | Denkmal                                                                     | Standort                                                     | Beschreibung | Metadaten |
| ---- | --------------- | --------------------------------------------------------------------------- | ------------------------------------------------------------ | --- | --- |
| ja   | Datei hochladen | Schlossanlage Dorf an der Enns (Imhof) HERIS-ID: 13644 Objekt-ID: 9852      | Dorf an der Enns 39 Standort KG: Dorf an der Enns            | Das Schloss entstand 1640 bis 1656 durch den Ausbau eines Edelhofs zu einer barocken Vierflügelanlage. 1732 bis 1790 wurde das Anwesen erneut umgestaltet und von 1849 bis 1856 historistisch verändert. Der Arkadenhof aus dem 17. Jahrhundert wurde gegen Ende des 19. Jahrhunderts erneuert. | BDA-Hist.: Q38182955 Status: Bescheid Stand der BDA-Liste: 2025-06-30 Name: Schlossanlage Dorf an der Enns (Imhof) GstNr.: .25, .26, .30, 450 Schlossanlage Dorf an der Enns |
| ja   | Datei hochladen | Johannes Nepomuk-Kapelle HERIS-ID: 31195 Objekt-ID: 28127                   | Dorf an der Enns 39, gegenüber Standort KG: Dorf an der Enns | Der kubische Kapellenbildstock (ca. 3 × 3 × 3 m) mit Schmiedeeisengitter beherbergt eine kleine, lebhafte barocke Johannes-Nepomuk-Statue und drei Putti mit Kartusche. Sandstein auf Granitsäule, übermalt. Erinnert an den glücklichen Übergang über die Enns bei Dorf/Staning 1741 der Khevenhüllerschen Armee bei der Rückeroberung Oberösterreichs im Österreichischen Erbfolgekrieg. 1977 50 m versetzt neu aufgebaut und renoviert. Statue könnte ursprünglich in Staning gestanden haben. | BDA-Hist.: Q37940931 Status: Bescheid Stand der BDA-Liste: 2025-06-30 Name: Johannes Nepomuk-Kapelle GstNr.: 407/11 Johannes Nepomuk-Kapelle Dorf an der Enns                |
| ja   | Datei hochladen | Hausberg Grabner Schlössel HERIS-ID: 42121 Objekt-ID: 42703                 | Grabnerschlössel Standort KG: Haidershofen                   | Die kleine, gut erhaltene Hausberganlage hat ein kegelstumpfförmiges Kernwerk, urkundliche Nennungen fehlen. | BDA-Hist.: Q38002903 Status: Bescheid Stand der BDA-Liste: 2025-06-30 Name: Hausberg Grabner Schlössel GstNr.: 668/1, 669                                                    |
| ja   | Datei hochladen | Pfarrhof HERIS-ID: 31191 Objekt-ID: 28123                                   | Haidershofen 1 Standort KG: Haidershofen                     | Eine dreiseitige Anlage mit einer mittelalterlichen Kernsubstanz, die im 18. bis 20. Jahrhundert mehrfach ausgebaut wurde. | BDA-Hist.: Q37940922 Status: § 2a Stand der BDA-Liste: 2025-06-30 Name: Pfarrhof GstNr.: 754/1 Pfarrhof Haidershofen                                                         |
| ja   | Datei hochladen | Kath. Pfarrkirche hl. Severin und Friedhof HERIS-ID: 31190 Objekt-ID: 28122 | Standort KG: Haidershofen                                    | Eine spätgotische Kirche mit einem massiven Südturm. Der Hochaltar und die Kanzel stammen aus der Mitte des 18. Jahrhunderts. Die Seitenaltäre sind neugotisch und wurden Ende des 19. Jahrhunderts errichtet. | BDA-Hist.: Q37940913 Status: § 2a Stand der BDA-Liste: 2025-06-30 Name: Kath. Pfarrkirche hl. Severin und Friedhof GstNr.: 762 Saint Severin Church (Haidershofen)           |
| ja   | Datei hochladen | Adlberger-Kapelle HERIS-ID: 31682 Objekt-ID: 28662                          | Sträußl 11, in der Nähe Standort KG: Sträußl                 | Die Hauskapelle wurde 1890 als hoher neugotischer Rechtecksbau mit Satteldach und eingezogenem 5/8-Schluss erbaut. An der Giebelfassade ein Spitzbogenfries, Rundfenster und Bildnische. An den Seitenwänden Maßwerkfenster und spitzbögige Blendarkaden mit Runddiensten. Innen ein dreijochiges Kreuzrippengewölbe mit Laubkonsolen. In der Apsis befindet sich eine Lourdesgrotte. Die neugotische Einrichtung aus der Bauzeit umfasst eine Reliefretabel mit der Darstellung der Kreuzigung über fünf Episoden des freudenreichen Rosenkranzes und seitliche Baldachinstatuen der hll. Katharina und Andreas, ornamentale Glasmalerei, Sitzbänke, Türblatt und Innengitter. | BDA-Hist.: Q37943734 Status: Bescheid Stand der BDA-Liste: 2025-06-30 Name: Adlberger-Kapelle GstNr.: .64                                                                    |
| ja   | Datei hochladen | Ehem. Wasserschloss HERIS-ID: 31196 Objekt-ID: 28128                        | Vestenthal 146 Standort KG: Vestenthal                       | Ein vierflügeliger zweigeschoßiger Schlossbau mit vier Ecktürmen, die von 1559 bis 1662 errichtet und 1906 historistisch umgebaut wurde. | BDA-Hist.: Q37940943 Status: Bescheid Stand der BDA-Liste: 2025-06-30 Name: Ehem. Wasserschloss GstNr.: .17/1 Ehem. Wasserschloss Haidershofen                               |
| ja   | Datei hochladen | Figurenbildstock hl. Johannes Nepomuk HERIS-ID: 31199 Objekt-ID: 28131      | Vestenthal 76 Standort KG: Vestenthal                        | In der Außenmauer des Hauses Nr. 76 befindet sich eine Rundnische mit einer Johannes-Nepomuk-Statue aus dem dritten Viertel des 18. Jahrhunderts. | BDA-Hist.: Q37940963 Status: Bescheid Stand der BDA-Liste: 2025-06-30 Name: Figurenbildstock hl. Johannes Nepomuk GstNr.: 480/1 Johannes Nepomuk Vestenthal                  |